# Red Regional de la Juventud de la ARE
Creado por la Asamblea de las Regiones de Europa (ARE), la Red Regional de la Juventud es una plataforma compuesta por organización
es, Consejos y Parlamentos de Juventud a nivel regional. Su objetivo es el de proporcionar a los jóvenes de todo el continente un fórum donde compartan sus experiencias sobre la Europa de hoy, discutan sus visiones de la Europa del mañana, y así les brinde la oportunidad de jugar un rol concreto en la evolución de los procesos políticos regionales y europeos.

## Historia
La Red Regional de Juventud fue creada el 25 de noviembre de 2008 en Wiesbaden (región de Hessen, Alemania). 90 jóvenes representantes de 55 regiones europeas lanzaron una plataforma europea que involucra Consejos, Parlamentos y Organizaciones de Juventud a nivel regional europeo.
La RRJ se basa sobre la idea en que la toma de decisiones debe estar ligada al principio de subsidiariedad. Esto implica que la política de juventud a nivel europeo debe reflejar la diversidad de las regiones y de sus jóvenes. Del mismo modo, significa que la política de juventud en las regiones debe seguir teniendo una perspectiva europea, en vista de los retos comunes de todos los jóvenes, abordando la cooperación mediante el intercambio de ideas, conocimientos y experiencia.

## La Resolución de Wiesbaden
En la Reunión Fundacional de la RRJ en Wiesbaden, 90 jóvenes representantes de más de 50 regiones europeas adoptaron una resolución que define las principales prioridades estratégicas de la red:
“Partiendo del hecho de que los jóvenes están directamente afectados por las decisiones adoptadas por los gobiernos europeos, nacionales y regionales;
Recordando que los jóvenes tienen derecho a influir en lo que sucede a su alrededor;
Entendiendo de que los jóvenes son el futuro de Europa;
Nosotros, los miembros de los Consejos, Parlamentos y Organizaciones Regionales Juveniles, y en nombre de todos los jóvenes que viven en Europa, establecemos la Red Regional de la Juventud de la ARE, una iniciativa de la Asamblea de las Regiones de Europa, dirigida a:
- Proporcionar una plataforma europea común para las organizaciones juveniles que trabajan a nivel regional;

- El intercambio de prácticas y experiencias de las organizaciones juveniles en las regiones europeas;

- Poner en práctica el principio de subsidiariedad en la política de juventud;

- Acercar a los jóvenes de Europa, reconociendo del mismo modo sus identidades regionales y dando, en este sentido, un significado real a la idea de "unidad en la diversidad".

Por tanto, la Red Regional de la Juventud de la ARE decide que:
- Influenciará la política regional en los ámbitos de empleo, salud y educación para frenar la fuga de cerebros dentro de Europa, así como preservar la salud juvenil en una sociedad en constante evolución;

- Apoyará la educación para fomentar el espíritu empresarial, la iniciativa regional y la participación de los jóvenes en los procesos políticos;

- Gestionará la globalización mediante la promoción de los valores y tradiciones de cada una de las regiones, así como el intercambio de conocimientos y experiencias regionales;

- Fomentará el cambio sensibilizando los jóvenes a una perspectiva regional y hará evolucionar las mentalidades de los consumidores en la promoción de la durabilidad en el uso de energías renovables y tecnologías;

- Actuará para superar los prejuicios, la desigualdad, la xenofobia y la segregación y para mejorar así la educación y la participación de los inmigrantes facilitando los intercambios entre las culturas y las identidades de todos los jóvenes europeos.

Adoptada, en el reconocimiento de las necesidades y expectativas de los jóvenes, en la Reunión Fundacional de la Red Regional de la Juventud en Wiesbaden, el 25 de noviembre de 2008.”

## Misión
La misión de la RRJ está compuesta por 4 pilares:
- Incentivar una comunicación más eficaz entre los jóvenes así como la conciencia de un futuro común;
- Promover la idea de "europeísmo" y desarrollar a nivel continental la cooperación interregional;
- Fomentar una mayor participación de los jóvenes en el proceso democrático tanto regional como local;
- Desarrollar un sentimiento de responsabilidad cívica y política.

## Objetivos
La RRJ tiene cuatro objetivos principales:
- El trabajo en red;
- Influenciar las decisiones políticas;
- Compartir las buenas experiencias y prácticas;
- Promover el gobierno sostenible.

Trabajo en red
- Creación de un foro europeo que permita a los jóvenes abordar las problemáticas específicas regionales;
- Compartir las mejores prácticas y experiencias.

Influir en la política
- Involucrar a los jóvenes en la toma de decisiones a escala regional y europea;
- Ampliar la responsabilidad cívica y política entre los jóvenes y fomentar su participación en los procesos democráticos.

Intercambio de buenas experiencias y prácticas
- Aplicar el principio de subsidiariedad en la toma de decisiones para influir en la política relacionada con la juventud europea a nivel regional;
- Trabajar en conjunto sobre proyectos y utilizar los fondos europeos disponibles;
- Animar a todos los jóvenes a apoyar el proceso de la ampliación europea (la mayoría de las regiones representadas en la Red no están en la Unión Europea).

Gobierno sostenible
- Ampliar el alcance de la red para incluir a otros actores regionales de la sociedad civil y el sector privado.

## Valores
La RRJ, regida por los valores de la Asamblea de las Regiones de Europa, la organización fundadora de la red, adopta una perspectiva orientada hacia la juventud.
Igualdad en la Diversidad: La RRJ comparte el respeto de la ARE por la diversidad política, étnica y cultural. Los Consejos, Parlamentos y Organizaciones Regionales de Juventud tienen, dentro de la Red, la misma condición.
Democracia: La RRJ es una estructura democrática que promueve los valores democráticos, la libertad de elección y la transparencia. La Red fomenta la participación activa de todos sus miembros en el desarrollo de sus políticas.
Subsidiariedad: la RRJ considera que el principio de subsidiariedad debería aplicarse a todas las decisiones políticas, lo que significa que cualquier determinación relacionada con la juventud debe ser tomada lo más cerca posible de los jóvenes.

## Otros proyectos de la ARE en relación con la juventud
Escuela de Verano de la Juventud Archivado el 12 de febrero de 2009 en Wayback Machine.: La Escuela de verano, fundada en 2001, ofrece a los jóvenes la oportunidad de desarrollar nuevos conocimientos, intercambiar ideas y experiencias entre sí, los funcionarios electos y los marcos regionales. Este evento de cinco días se celebra anualmente en una región diferente, en torno a un tema específico.
Proyecto Jóvenes Embajadores de la ARE: cada joven participante en la Escuela de Verano para jóvenes es también un Embajador Juvenil ARE (EJ). El papel del EJ es conseguir que jóvenes de su región participen en iniciativas de cooperación con los jóvenes de otras partes de Europa. Después de cada Escuela de Verano de la ARE, los Embajadores Juveniles organizan actividades en relación con el tema tratado en el evento. El mejor proyecto es merecedor del premio al “Mejor Proyecto de Joven Embajador ARE.”
El equipo Juventud ARE Archivado el 25 de agosto de 2009 en Wayback Machine.: El Equipo Juventud fue creado para proporcionar una oportunidad a los jóvenes de las regiones europeas de trabajar en la estructura de la organización internacional de la ARE. Las estrategias y actividades del Equipo Juventud se aplican en tres niveles diferentes: a nivel regional (promover proyectos, participar en la organización de los eventos de la ARE y apoyar a los jóvenes en sus respectivas regiones), a nivel europeo (incentivar a los jóvenes de las regiones a participar en proyectos organizados a nivel continental, incluidos los puestos en marcha por las instituciones europeas) y por último en la ARE (cooperación con los distintos comités).
Concurso "Habláis Europeo?": Este concurso de debate público y expresión personal es desarrollado bajo el esquema de equipos con jóvenes entre los 14 y 18 años. La competición da la oportunidad de expresar sus opiniones sobre la pregunta "¿Qué significa Europa para vosotros?". La final de esta competición europea es precedida por los concursos regionales y nacionales que tengan lugar en toda Europa.
Premio a la Región Europea Más Abierta a la Juventud (MYFER por sus siglas en inglés): En 2001, la ARE inició el Premio a la Región Europea Más Abierta a la Juventud. El premio se concede cada dos años y recompensa a la región que despliega los mayores esfuerzos para ayudar a los jóvenes en áreas clave, a través del desarrollo de proyectos y otras iniciativas.
Becas ARE: La ARE ofrece una beca anual a un(a) estudiante que habite en una de sus regiones miembro, para realizar un Máster en cualquier materia relacionado con democracia regional. La beca cubre los gastos de matrícula y expensas personales del estudiante que emprenda su Máster en una universidad situada en el extranjero, dentro de las regiones miembro de la ARE 
Foros Europeos de los Ciudadanos: El objetivo de estos foros es el de permitir que los jóvenes ciudadanos y representantes políticos de las regiones se vinculen a los Representantes de la Unión Europea, a través de debates sobre el futuro de Europa.
Eurodyssey Archivado el 11 de mayo de 2009 en Wayback Machine.: Eurodyssey es un programa interregional que está dirigido a mejorar las oportunidades de trabajo de los jóvenes de Europa, ofreciéndoles la posibilidad de adquirir una experiencia profesional en el extranjero.